# 埃格泽
埃格泽（法語：Éghezée，法語發音：[eɡəze]）是比利时瓦隆大区那慕爾省那慕爾區的一个市镇，位于那慕尔、列日、瓦隆布拉班特三省交界处，通行法语，是比利时法语社群的一部分，面积102.81平方千米，人口16,247人（2018年1月1日）。